# Justin Peters
Justin Peters (Blyth, 30 agosto 1986) è un hockeista su ghiaccio canadese, di ruolo portiere.

## Palmarès

### Olimpiadi invernali
- 1 medaglia:
  - 1 bronzo (Pyeongchang 2018)